# Blake Stephenson
Blake Stephenson est un homme politique britannique, membre du parti conservateur. Il est député du Mid Bedfordshire depuis 2024,.
Stephenson est un conseiller local du Central Bedfordshire représentant les villages de Gravenhurst et Shillington. Il est avocat de profession, spécialisé dans les rôles d'éthique et de conformité au sein des marchés financiers de gros.
En 2024, PinkNews classe Stephenson parmi un certain nombre de parlementaires ouvertement LGBTQ+.